# 保全員

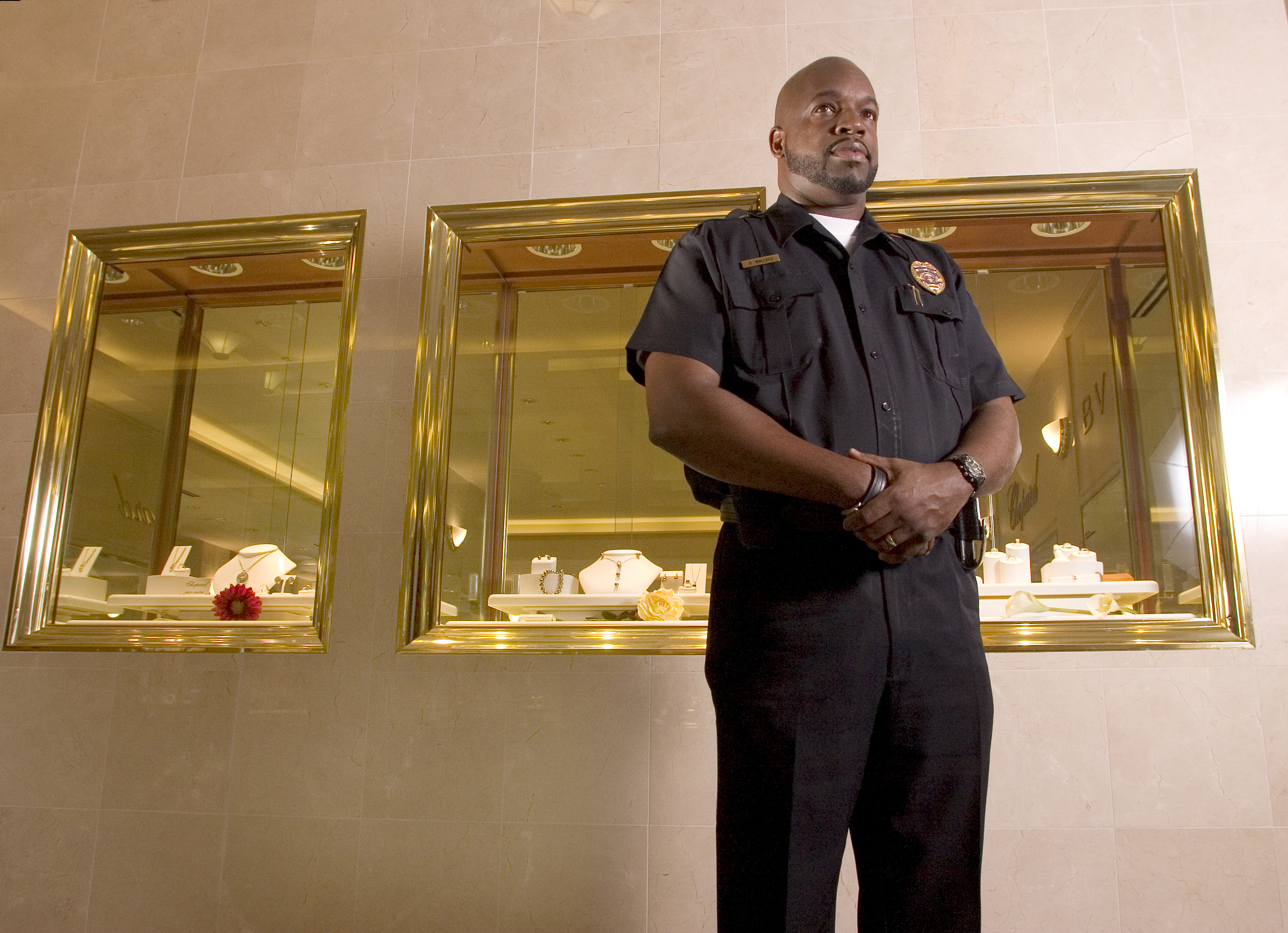
美國數位公共圖書館的保全

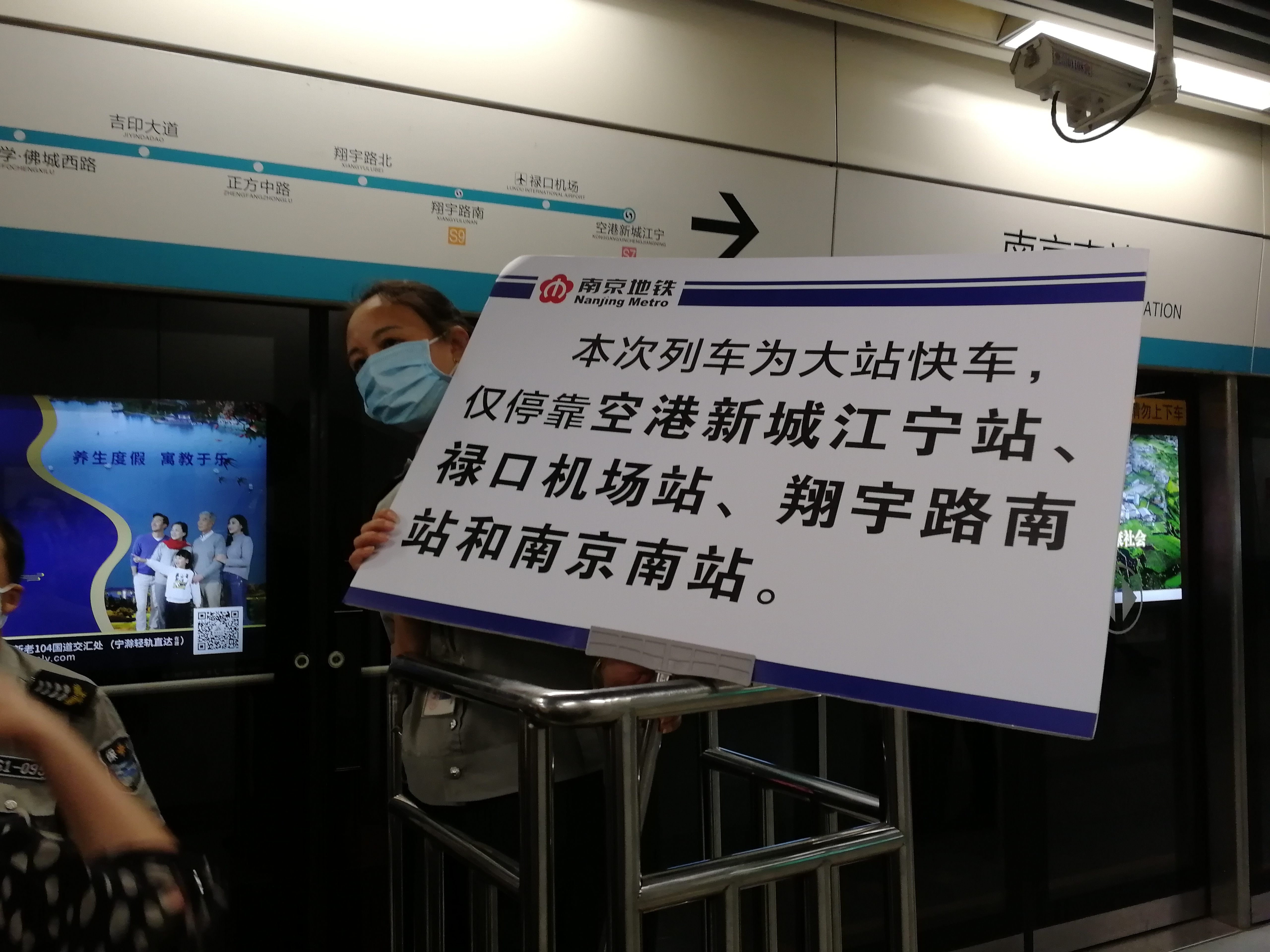
地铁站内举牌引导客流的保安员

保安員是指负责安全保卫工作的人员。

## 依性質概分
- 數位化影像監控保全：此為監視系統畫面，通常都會搭配長駐衛保全，來維護安全，且有保留證據，協助警察辦案之功能。
- 系統保全、智慧化網路保全：採電腦系統設定樣式多元，當系統出現異常時，保全公司派開車之保全員前往處理。在車輛有衛星定位保全，讓公司知道該車開往哪處。
- 駐衛保全：固定區域範圍的維護區域安全人員，人員均有防搶及滅火.防災技能。
- 物品護送保全：此種保全均搭配運鈔車、金條、珠寶等等，即現代鏢師，薪水較高。
- 人身保全：保護特定政要、藝人、董事長、污點證人等，即現代保鑣，均有武術、防身術等技能。

## 各地保全介紹

### 中華人民共和國
1984年12月，中国广东省深圳市蛇口成立了中国大陆第一家保安公司，在2000年时，中华人民共和国公安部对中国大陆的保安公司进行了行业规范，中华人民共和国公安部后来还对中国大陆的保安员做出了统一领导、统一审批、统一培训、统一经营、统一服装和装备的要求。

### 香港

#### 1996年5月31日前
1996年5月31日前，香港的保安人員受香港法例第299章《看守員條例》規管，然而，《看守員條例》存在漏洞。例如：「看守員條例」並未規定新入職從業員職前訓練的質量、未規管開辦保安護衛公司的條件、亦未將安裝保安及安全系統的人士納入管轄範圍。當時，保安人員入職及每次轉換僱主前都需向警務處的牌照課申請「看守員證」。但有僱主以「物業管理員」名義聘請員工，迴避申請牌照所須的行政手續和費用，亦令有嚴重犯事紀錄的人士有機會避開審查。故此，當時的香港政府針對上述弊端另立新法。

#### 1996年6月1日後
新的香港法例第460章《保安及護衞服務條例》生效。條例旨在就設立保安及護衞業管理委員會、發許可證給擔任保安工作的人員、發牌照給保安公司及其他相關事宜，訂定條文。根據該條例：「保安工作(security work)」 指下列任何活動─(a) 護衞財產；(b) 護衞任何人或地方以防止和偵測罪行的發生；(c) 安裝、保養或修理保安裝置；(d) 為個別處所或地方設計附有保安裝置的系統。「任何屬於個人身分的人，均不得為、答允為、自認是為或自認可為他人擔任保安工作」以及「(1) 除根據及依照牌照行事的公司外，任何人均不得提供、答允提供或自認正在提供任何人員在有報酬的情況下為他人擔任保安工作。(2) 任何人均不得提供任何人員為他人擔任任何類別的保安工作」除非持有相關牌照或許可證，或者「並非為報酬而做」。該條例設立四種類別的許可證給從業員，另設立三類牌照給提供保安護衛人員的公司。

#### 保安人員許可證類別以及領取資格
保安人員許可證分為甲、乙、丙、以及丁四類，所有許可證有效期為五年。
甲、乙兩類幾近相同，都是不能佩帶槍械的保安人員。唯一分別在於甲類許可證持有人只能於「單幢式住宅樓宇」工作，申請人年屆 65 歲或以上,須提交由註冊醫生 簽發的醫生證明書,證明適宜執行所需職務；而乙類許可證持有人可於任何種類地方工作，年齡上限是70歲。
丙類許可證持有人可擔任佩帶槍械的保安工作，年齡上限是55歲。
丁類許可證持有人可擔任保安系統安裝及維修保養工作，沒有年齡上限。
保安人員許可證申請手續由香港警務處牌照課辦理。申請人需為年滿18歲或以上的香港永久居民並已完成政府認可的培訓課程。

#### 保安公司牌照類類別
保安公司牌照分為三類：第一、第二、及第三類。
第一類牌照公司可以提供不佩槍保安人員。
第二類牌照公司可能提供佩槍保安人員。
第三類牌照公司可以提供保安系統安裝維修保養服務。

### 新加坡
申領保安員執照的條件如下：
- 是合適及健康的人
- 若果是馬來西亞公民，則必須持有工作許可或就業准照
- 持有Certificate of Service/Transcript
- 完成指明的WSQ保安員訓練課程，並獲得證書

### 加拿大

#### 安大略省
申請保安執照的條件如下：
- 年滿18歲及能夠在加國工作
- 沒有觸犯83項指明罪行
- 完成40小時安大略省保安訓練課程及獲取訓練號碼
- 在駕駛考試中心報名及參加保安執照考試，並取得合格成績

### 澳門
根據第4/2007號法律《私人保安業務法》：

#### 私人保安員
一、私人保安員是指與獲許可經營私人保安業務的實體有勞動合同上的聯繫以擔任本法所訂定的私人保安職務的人，或者親身擔任本法所訂定的私人保安職務的自然人商業企業主。
二、私人保安員在其看守地點或場地執行入場管制工作時，可阻止在預防及保安程序上拒絕合作接受檢測是否藏有違禁物品、違禁物質，或可能用於暴力行為或擾亂地點或活動的正常運作及秩序的物品或物質的人士進入或逗留。
三、為適用上款的規定，如必須進行人身搜查時，應優先使用電子檢測工具，且在任何情況下應盡量減少對被搜查人士造成的不便，並須在保持其尊嚴及體面的情況下，儘可能由相同性別的保安員進行搜查。
四、為適用上款的規定，對於須接受上述措施的人士，私人保安員應尊重其意願，並提醒如拒絕合作將招致本條第二款所規定的後果。
五、在任何情況下，私人保安員不得扣留受管制人士的身份證明文件。

#### 擔任私人保安員的要件
一、私人保安員須符合下列所有要件：
（一）年滿十八歲；
（二）至少具備六年教育的學歷；
（三）具備能擔任有關職務的體格及精神；
（四）透過刑事紀錄證明未曾因實施故意犯罪而被確定判決判罪；
（五）沒有以任何名義成為公共行政當局的公務員或服務人員；
（六）沒有從事生產或經營武器、彈藥、器具、爆炸物質或其他任何被定性為禁用武器的物品的活動；
（七）修讀由僱主實體或其他實體根據補足法規訂定的計劃與內容所開辦的培訓課程，且成績合格。
二、對於提供特定服務及監控某種保安工具者，可要求其修讀由上款（七）項所指任一實體根據補足法規所定計劃與內容而開辦的專門課程，且成績合格。
三、如證實難以證明第一款（二）項所指要件，應利害關係人的申請，得以知識評核考試取代該要件。

### 中華民國

#### 保全業之保全人員
根據勞動部統計全台從事保全工作勞工約10萬2千人。依據《保全業法》第4條，保全業可以經營下列業務：
- 一、關於辦公處所、營業處所、廠場、倉庫、演藝場所、競賽場所、住居處所、展示及閱覽場所、停車場等防盜、防火、防災之安全防護。
- 二、關於現金或其他貴重物品運送之安全維護。
- 三、關於人身之安全維護。
- 四、其他經中央主管機關核定之保全業務。
  - 4-1提供有關防盜、防火、防災、等安全系統之諮詢顧問業務。
  - 4-2防盜、防火、防災等有關設備器具之系統規劃、設計、保養、修理、安裝(赴客戶現場作業)。
  - 依據老人福利服務提供者資格要件及服務準則 第27條：保全業可提供緊急救援服務

保全業之保全人員有身分資格限制並規範在《保全業法》中，根据《保全業法》，有下列情形之一者，不得擔任保全人員。但其情形發生於本法中華民國九十二年一月二十二日修正施行前且已擔任保全人員者，不在此限：
- 一、未成年或逾七十歲。
- 二、曾犯組織犯罪防制條例、肅清煙毒條例、麻醉藥品管理條例、毒品危害防制條例、槍砲彈藥刀械管制條例、貪污治罪條例、兒童及少年性交易防制條例、兒童及少年性剝削防制條例、人口販運防制法、洗錢防制法之罪，或刑法之第一百七十三條至第一百八十條、第一百八十五條之一、第一百八十五條之二、第一百八十六條之一、第一百九十條、第一百九十一條之一、妨害性自主罪章、妨害風化罪章、第二百七十一條至第二百七十五條、第二百七十七條第二項及第二百七十八條之罪、妨害自由罪章、竊盜罪章、搶奪強盜及海盜罪章、侵占罪章、詐欺背信及重利罪章、恐嚇及擄人勒贖罪章、贓物罪章之罪，經判決有罪，受刑之宣告。但受緩刑宣告，或其刑經易科罰金、易服社會勞動、易服勞役、受罰金宣告執行完畢，或判決無罪確定者，不在此限。
- 三、因故意犯前款以外之罪，受有期徒刑逾六個月以上刑之宣告確定，尚未執行或執行未畢或執行完畢未滿一年。但受緩刑宣告者，不在此限。
- 四、曾受保安處分之裁判確定，尚未執行或執行未畢。

保全業知悉所屬保全人員，有前項各款情形之一者，應即予解職。

##### 保全人員配備和警械使用時機
依據《中華民國保全業法》第14條，保全人員需有安全防護裝備，並依據《保全業設置通訊安全裝備之種類規格及使用規定表》和《警械許可定製售賣持有管理辦法》，保全人員可配备如下设备：
- 通訊裝備（無線電）
- 安全裝備（此只規定的個人裝備）：口笛、s腰帶、手電筒、安全盾牌、防彈衣（背心）、防彈頭（鋼）盔、棍棒、電器警棍（棒）電擊器、防暴網（網槍）
- 需核備裝備：防彈背心、防彈衣、防彈頭盔、警棍。
- 需核備裝備且持有需警械護照：電器警棍（棒）電擊器、防暴網（網槍）
- 需核備裝備且持有需警械護照（僅運送保全人員能持有）：電擊器屬拋射式（電擊槍）
- 使用時機：只能在保全人員自身之安全防護、（如正當防衛、緊急避難...等）。

保全人員防衛自身工具(非規範裝備)：身上攝影機(密錄器)、防衛型水柱噴霧器(辣椒水)、束帶450mm~500mm尺寸。
依據警政署茲答復如下：
束帶及辣椒水目前並非「警械許可定製售賣持有管理辦法」所規範須經主管機關許可始得定製售賣持有之設備；亦非「保全業設置通訊安全裝備之種類規格及使用規定表」所規定之安全裝備。而依據刑事訴訟法第 88 條第1項規定：「現行犯，不問何人得逕行逮捕之」，若於符合法令規範之情況下，針對現行犯使用上述設備，且並未超過合理使用範圍，尚無違反法令之情形。

##### 法律義務
- 依據保全業法第4-1條保全業執行業務時，發現強盜、竊盜、火災或其他與治安有關之事故，應立即通報當地警察機關處理。

##### 交通指揮權利
- 警政署函：

本署96年10月9日警署刑偵字第0960130535號書函略以：「...駐衛保全人員基於安全及秩序維護之目的於特定場所或建築物外圍道路執行交通疏導及指揮工作，此交通疏導及指揮性質應屬事實行為，不具任何法效性，倘道路使用人願配合保全人員之指揮，僅屬於同意短暫自行限制使用道路之行車自由，若道路使用人不願配合保全人員之指揮或對其交通疏導行為有相反之意見，仍應尊重道路使用者之行動自由，而對於明顯交通違規之情形，保全人員得逕向警察機關檢舉，以有效維護交通秩序及安全」，合先敘明。保全人員非為 道路交通管理處罰條例第四條所稱依法令執行指揮交通人員，然其既實際擔任指揮交通之責，亦對用路人產生相當制約作用，負有正確執行交通指揮之義務，如發生指揮錯誤、行車對方不理會指揮等情形，致發生交通事故，應視實際狀況釐清責任歸屬，與法院判決並無不同解釋。
法令解釋：
1、查保全人員執行業務係受「保全業法」規範，該法未授權保全執行交通指揮或稽查任務，另保全人員為私人僱用且替特定對象服務，屬私益委託性質，與義交人員依據「民防團隊編組訓練演習服勤及支援軍事勤務辦法」第10條第1項第3款規定：「交通義勇警察大隊執行指定之協助整理交通秩序、交通指揮、疏導與管制、交通事故處理、交通設施損壞通報及維護、空襲及戰時交通指揮、疏導及管制任務。」及地方政府訂立之相關協勤規定，協助各地方政府交通疏導之公益服務性質不同。
2、另本署100年10月14日函示略以：「一般公司行號或團體於車道上執行指揮引導工作之保全或警衛人員，因緊急災難或行車事故所就地疏導之非警察人員，自非屬道路交通管理處罰條例第4條規定依法令執行交通』之人員」，爰前述人員不被賦予協助交通指揮疏導與管制等權限。
（二）違規事實舉發：
倘發現保全人員於道路指揮交通時，應依據道路交通管理處罰條例第 82 條第一項第十一款：「交通勤務之警察、依法令執行指揮交通、交通稽查任務及各級學校交通服務隊現場導護人員以外之人員，於道路上攔阻人、車通行，妨礙交通。」處行為人或其雇主新臺幣一千二百元以上二千四百元以下罰鍰
- 交通部函：

參照交通部84年5月24日交路字第024464號函解釋意旨，保全員受雇於保全公司，屬私人公司無礙。
而該等私人公司之保全人員未經公路主管或警察機關 ，基於交通需要，依據相關法令予以規畫、遴選編組成立，自無依法執勤之適用。
不宜視同道路交通管理處罰條例第4條之 依法令執行 指揮交通人員

##### 教育機關
依據保全業法10-2條保全業僱用保全人員應施予一週以上之職前專業訓練；對現職保全人員每個月應施予四小時以上之在職訓練(是以保全業公司提供教育訓練)。

##### 輔助執法依據
刑事訴訟法第 88 條現行犯，不問何人得逕行逮捕之。犯罪在實施中或實施後即時發覺者，為現行犯。
有左列情形之一者，以現行犯論：
一、被追呼為犯罪人者。二、因持有兇器、贓物或其他物件、或於身體、衣服等處露有犯罪痕跡，顯可疑為犯罪人者。
刑事訴訟法第 92 條無偵查犯罪權限之人逮捕現行犯者，應即送交檢察官、司法警察官或司法警察。對於第一項逮捕現行犯之人，應詢其姓名、住所或居所及逮捕之事由。
刑事訴訟法第 249 條實施偵查遇有急迫情形，得命在場或附近之人為相當之輔助。(實施偵查是指刑事訴訟法第229條到第231條偵查權之公務員：檢察官、警察身分、憲兵等具司法警察身份)
道路交通管理處罰條例
第 7-1 條對於違反本條例之行為者，民眾得敘明違規事實或檢具違規證據資料，向公路主管或警察機關檢舉，經查證屬實者，應即舉發。但行為終了日起逾七日之檢舉，不予舉發。
老人福利法
第 43 條
醫事人員、社會工作人員、村（里）長與村（里）幹事、警察人員、司法
人員及其他執行老人福利業務之相關人員，於執行職務時知悉老人有疑似
第四十一條第一項或第四十二條之情況者，應通報當地直轄市、縣（市）
主管機關。
家庭暴力防治法
第 50 條
醫事人員、社會工作人員、教育人員、保育人員、警察人員、移民業務人
員及其他執行家庭暴力防治人員，在執行職務時知有疑似家庭暴力，應立
即通報當地主管機關，至遲不得逾二十四小時。
前項通報之方式及內容，由中央主管機關定之；通報人之身分資料，應予
保密。
兒童及少年福利與權益保障法
第 53 條於執行業務時知悉兒童及少年有下列情形之一者，應立即向直轄市、縣（市）主管機關通報，至遲不得超過二十四小時：
一、施用毒品、非法施用管制藥品或其他有害身心健康之物質。
二、充當第四十七條第一項場所之侍應。
三、遭受第四十九條各款之行為。
四、有第五十一條之情形。
五、有第五十六條第一項各款之情形。
六、遭受其他傷害之情形。
其他任何人知悉兒童及少年有前項各款之情形者，得通報直轄市、縣（市）主管機關。
精神衛生法
第 32 條
民眾發現前項之人時，應即通知當地警察機關或消防機關。發現病人或有第三條第一款所定狀態
之人有傷害他人或自己或有傷害之虞者，應通知當地主管機關，並視需要
要求協助處理或共同處理；除法律另有規定外，應即護送前往就近適當醫
療機構就醫。民眾發現前項之人時，應即通知當地警察機關或消防機關。
自殺防治通報依據：自殺防治法
第11條中央主管機關應建置自殺防治通報系統，供醫事人員、社會工作人員、長
期照顧服務人員、學校人員、警察人員、消防人員、矯正機關人員、村（
里）長、村（里）幹事及其他相關業務人員，於知悉有自殺行為情事時，進行自殺防治通報作業。保全人員屬於其他相關業務人員。
防疫通報法律
依據：依傳染病流行疫情監視及預警系統實施辦法第10 條
全民監視及預警系統之辦理事項如下：
一、本法第四十一條、第四十二條所規定之人員或一般社區民眾，發現疑
似傳染病病人、疑似傳染病致死之屍體，或有疑似聚集病例情事時，
得以電話、網路、電子文件、入、出國（境）旅客傳染病書表等方式
，主動通知中央主管機關或地方主管機關。
災害防救法
第 30 條
民眾發現災害或有發生災害之虞時，應即主動通報消防或警察單位、村（里）長或村（里）幹事。

##### 保全業常接觸法律依據
一、保全業法和(保全業規範依據)保全業法施行細則
二、公寓大廈管理條例、公寓大廈管理條例施行細則 (保全業與保全人員管理公寓依據)
三、中華民國刑法、民法、刑事訴訟法
四、個人資料保護法、保全業個人資料檔案安全維護管理辦法 (保全業之保全人員執行門禁登記管理接觸)
五、警械許可定製售賣持有管理辦法
六、兒童及少年福利與權益保障法
七、勞動基準法、職業安全衛生法

##### 勞動條件限制
因保全業是勞基法八十四條之一指定行業，但因過勞死案件，勞動部訂出保全業之保全人員工作時間審核參考指引
一、保全業之保全人員業經核定公告為適用勞動基準法第84條之 1規定之工作者，勞雇雙方得另行以書面約定工作時間、例假、休假、女性夜間工作等，並報請當地主管機關核備。為確保該等勞工之合理工作時間，人身保全及運鈔車保全相較於一般保全人員，勞動密度相對較高，爰為不同工時規範。為使各地方主管機關審核保全業之保全人員工作時間標準一致，特訂定本參考指引。
二、人員資格應符合規定雇主報核之勞雇約定書，其保全人員應確認屬保全業法所稱之保全人員。
三、約定書應記載工作內容與工時安排雇主報核之勞雇約定書，應包括職稱、工作項目、工作權責或工作性質、工作時間、例假、休假、女性夜間工作等有關事項。
四、工時安排應合理化
```
（一）每日正常工作時間不得超過10小時；連同延長工作時間，1 日不得超過12小時。2出勤日之間隔至少應有11小時。
（二）保全業之一般保全人員每月正常工時上限為 240小時，每月延長工時上限為48小時，每月總工時上限為288小時。
（三）人身保全及運鈔車保全，每4週內正常工作時間不得超過168小時。
（四）因天災、事變或突發事件，雇主有使勞工在正常工作時間以外工作之必要者，得將工作時間延長之。但應於延長開始後24小時內 通知工會；無工會組織者，應報當地主管機關備查。延長之工作時間，雇主應於事後補給勞工以適當之休息。遇有緊急情況者，每日正常工作時間連同延長 工時不得超過 14 小時，惟下次出勤應間隔至 少 12 小時。
```

五、確保例假休息
勞工每7日中至少應有1日之休息，作為例假。經由彈性約定，得於 2週內安排勞工 2日之休息，作為例假。雇主不得使勞工連續工作超過12日。
六、維持適度休假紀念日、勞動節日及其他由中央主管機關規定應放假之日，均應休假，工資應由雇主照給。雇主經徵得勞工同意於休假日工作者，工資應加倍發給。但年度休假不宜均以加給假日出勤工資方式實施。
七、異常工作負荷促發疾病之預防，雇主應依職業安全衛生設施規則第324條之2規定，參考「異常工作負荷促發疾病預防指引」，採取必要之預防措施，其措施應列為勞雇約定之重要參考。
自111年1月1日起，每月基本工資調整至25,250元，每小時基本工資調整為168元，「按月計酬」且依法定正常工時提供勞務之全時勞工，其「平日每小時工資」允以每月工資（但不包括延時工資及假日出勤加給之工資）除以30再除以8核計；約定每月工資為基本工資者，平日每小時工資額依該公式推算約為元。
爰適用勞動基準法第84條之1之工作者，勞雇雙方如約定「按月計酬」且經核備之每月正常工作時數為240小時者，於檢視是否符合基本工資規定時，應以25,250元加上元乘以（240-174）小時之總額32,194元為其基準。
其延長工作時間48小時，如均在當日前2小時者，延長工作時間之工資（加班費）：應不得低於6,734元（25,250÷240×4/3×48=6,734）。
當月薪資合計不得低於38,928元。
另依照勞動基準法第39條規定，雇主經徵得勞工同意於休假日（所謂休假日，係指第37條所定休假【俗稱之國定假日】及第38條所定特別休假）工作者，工資應加倍發給，亦即除當日原約定照給之工資外，當日於正常工作時間以內工作者，再加發1日工資。

#### 駐衛警察（駐警）
在早期時，台灣尚未有保全業（保全業法尚未開創時），而私人公司行號等，為維護自己員工生命財產安全，並自己聘請警衛人員擔任保安工作，警政單位為方便管理而納入管理，並開放警察服裝供私人警衛單位使用之，並有維護區域治安之責任。而駐衛警察警帽與警察相同(加入警徽)但胸章、臂章有明顯寫駐衛警察，在某些銀行中的駐衛警察可以申請槍械使用。但駐衛警察身穿警察制服是依據《警察機關管理之駐衛警察或編訓之義勇警察服式標識規定》，但沒有司法警察權，對外單位名稱為駐警隊，因駐衛警察受訓以警察局教育以及特殊身分，在馬路上有交通指揮權力。而駐警在政府機構維護秩序及安全也占多數，以達到嚇阻功效，如：立法院、司法院、考試院等。
依據《各機關學校團體駐衛警察設置管理辦法》，駐衛警察之遴選條件如下：
- 一、 高中（職）以上畢業。但曾受警察養成教育、專業訓練，或曾受軍事訓練並擔任士官以上職務者，不在此限。
- 二、身體健康，經公立醫院檢查合格。
- 三、素行良好，儀表端莊，言語清晰。
- 四、無公務人員任用法第二十八條規定之情事。
- 其中素行良好在內政部解釋中，與保全業法中保全業人員不得犯下某些罪章相同。

##### 駐衛警察配備和警械使用時機
依《據駐衛警察使用警械管理辦法》和《警械使用條例》，駐衛警察配備和警械的使用時機有如下规定：
- 駐衛警察執行職務時，以使用警棍為原則，其需用其他警械者，應由設置單位向直轄市、縣 (市) 警政機關申請配發。
- 駐衛警察使用警槍，應隨帶駐衛警警槍執照。
- 備註警械使用時機如下
- 執行職務時，遇有下列各款情形之一者，得使用警棍指揮：一、指揮交通。二、疏導群眾。三、戒備意外
- 遇有下列各款情形之一者，得使用警棍制止：
  - 一、協助偵查犯罪，或搜索、扣押、拘提、羈押及逮捕等須以強制力執行時。
  - 二、依法令執行職務，遭受脅迫時。
  - 三、發生第四條第一項各款情形之一，認為以使用警棍制止為適當時。
- 遇有下列各款情形之一者，得使用警刀或槍械：
  - 一、為避免非常變故，維持社會治安時。
  - 二、騷動行為足以擾亂社會治安時。
  - 三、依法應逮捕、拘禁之人拒捕、脫逃，或他人助其拒捕、脫逃時。
  - 四、警察人員所防衛之土地、建築物、工作物、車、船、航空器或他人之生命、身體、自由、財產遭受危害或脅迫時。
  - 五、警察人員之生命、身體、自由、裝備遭受強暴或脅迫，或有事實足認為有受危害之虞時。
  - 六、持有兇器有滋事之虞者，已受警察人員告誡拋棄，仍不聽從時。
  - 七、有前條第一款、第二款之情形，非使用警刀、槍械不足以制止時。前項情形於必要時，得併使用其他經核定之器械。

##### 法律義務
依據《各機關學校團體駐衛警察設置管理辦法》第4條，駐衛警察於其駐在單位區域內執行職務时，當地警察局在必要時得協調駐在單位，指定駐衛警察在其鄰近地區，協助維護治安、整理交通。其執行勤務守則，由當地警察局定之(有指揮交通的權力)。

##### 教育機關
依據《各機關學校團體駐衛警察設置管理辦法》第7條，駐衛警察應實施職前及在職訓練，並得委請當地警察機關辦理；其要點由內政部警政署定之(是由當地警察局實施教育訓練)。

## 图集

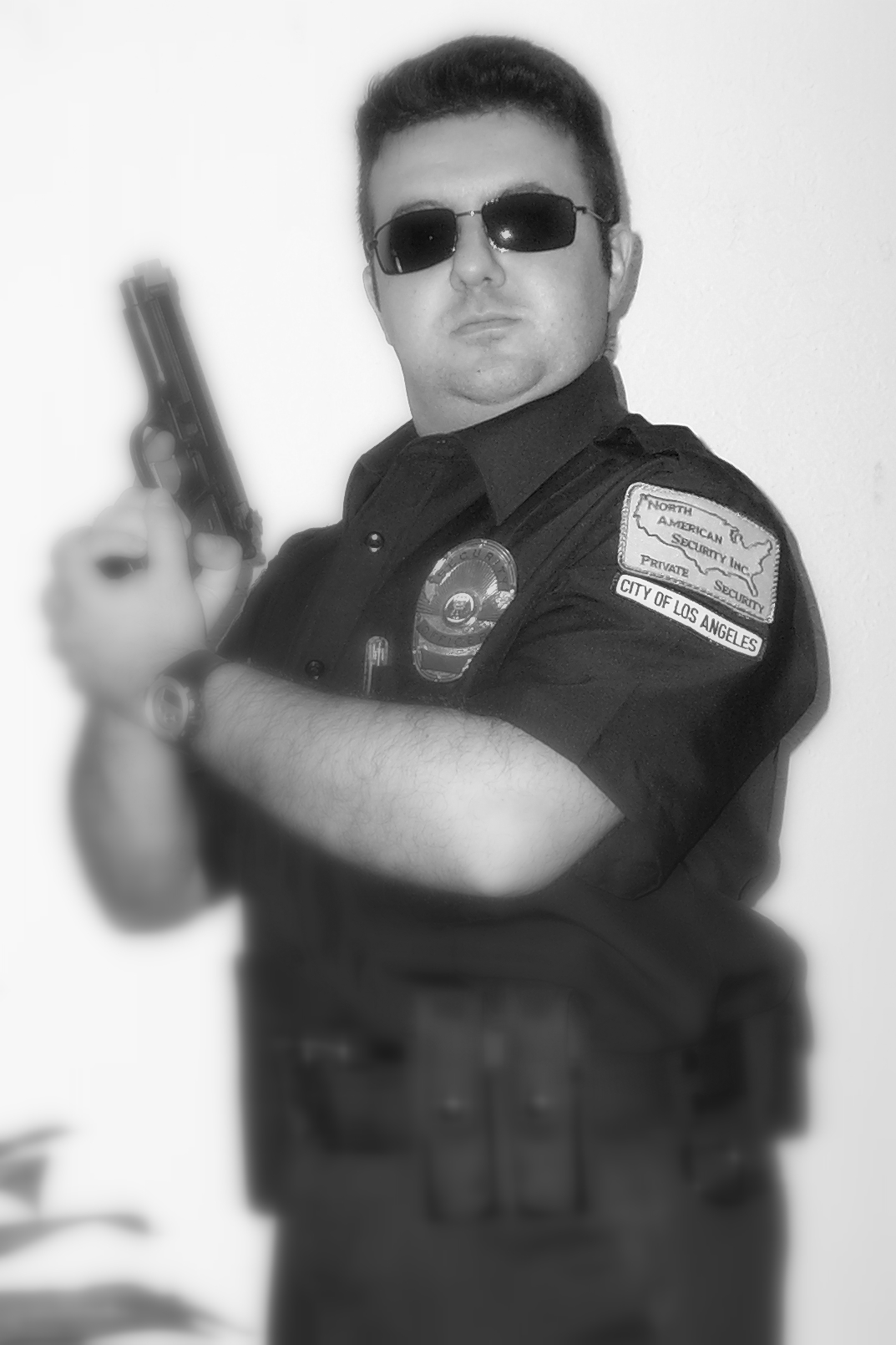
佩槍的保安員
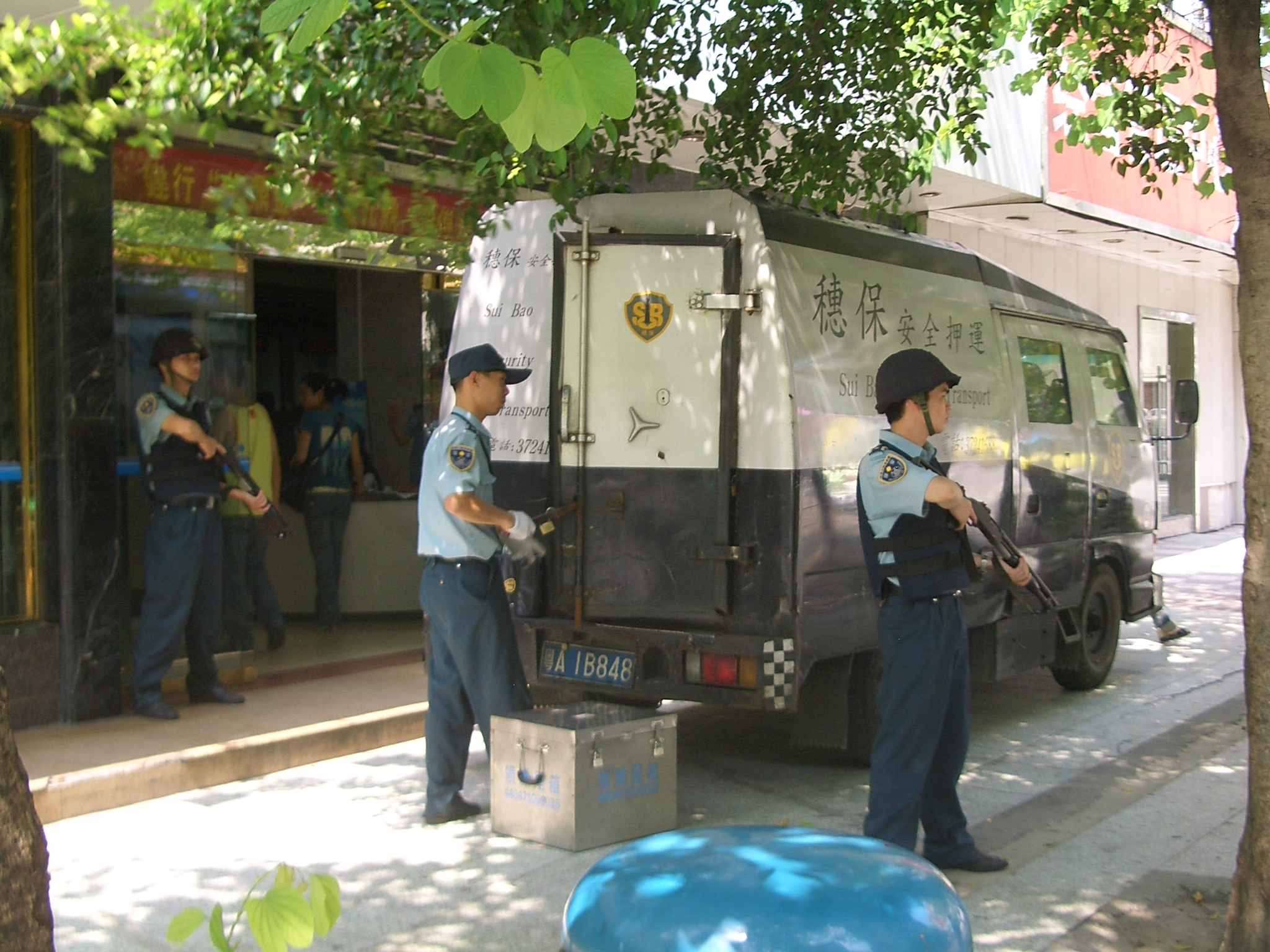
大陸地区一隊保安押運人員
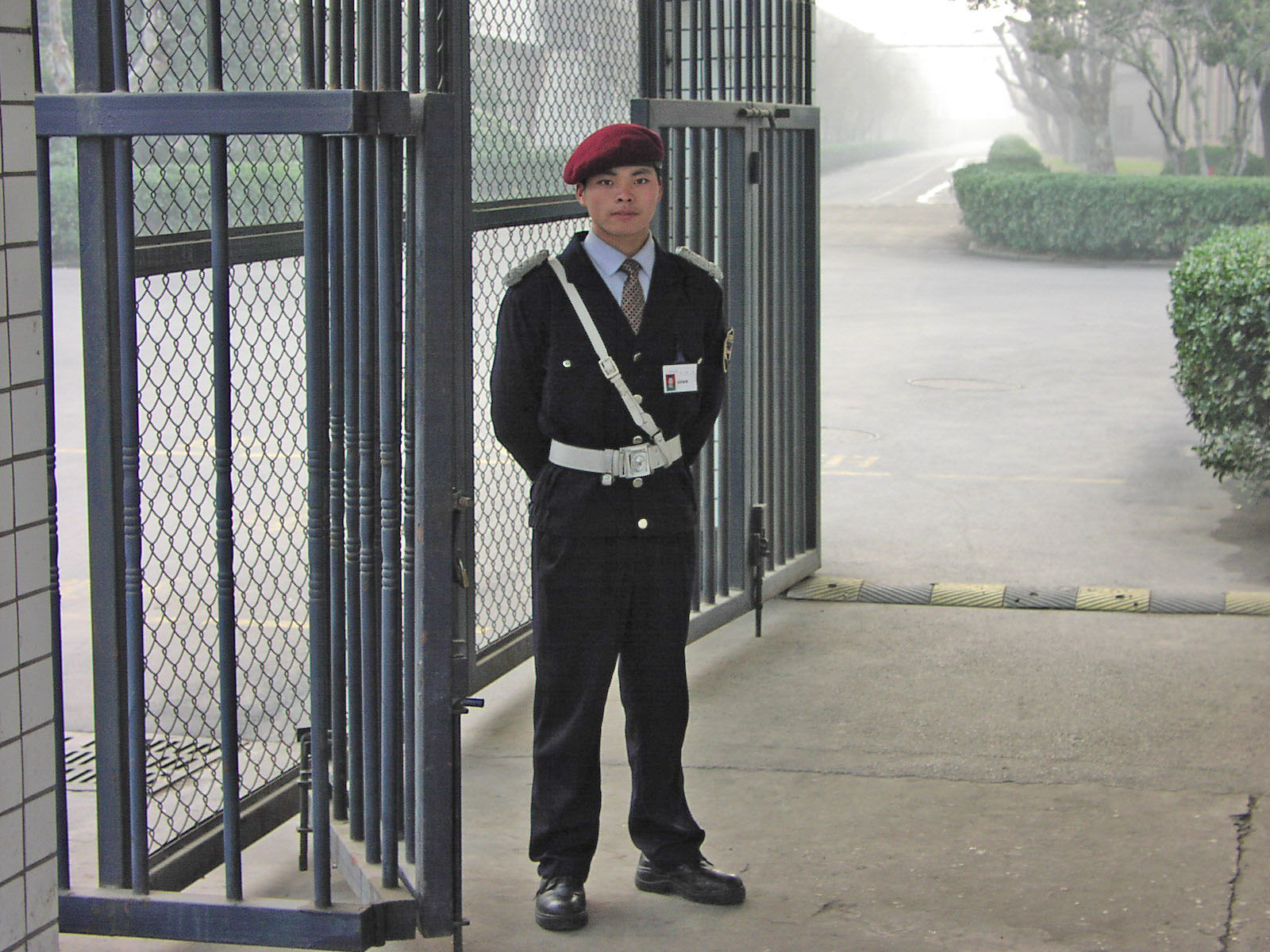
大陸地区一名正在站崗保安人員
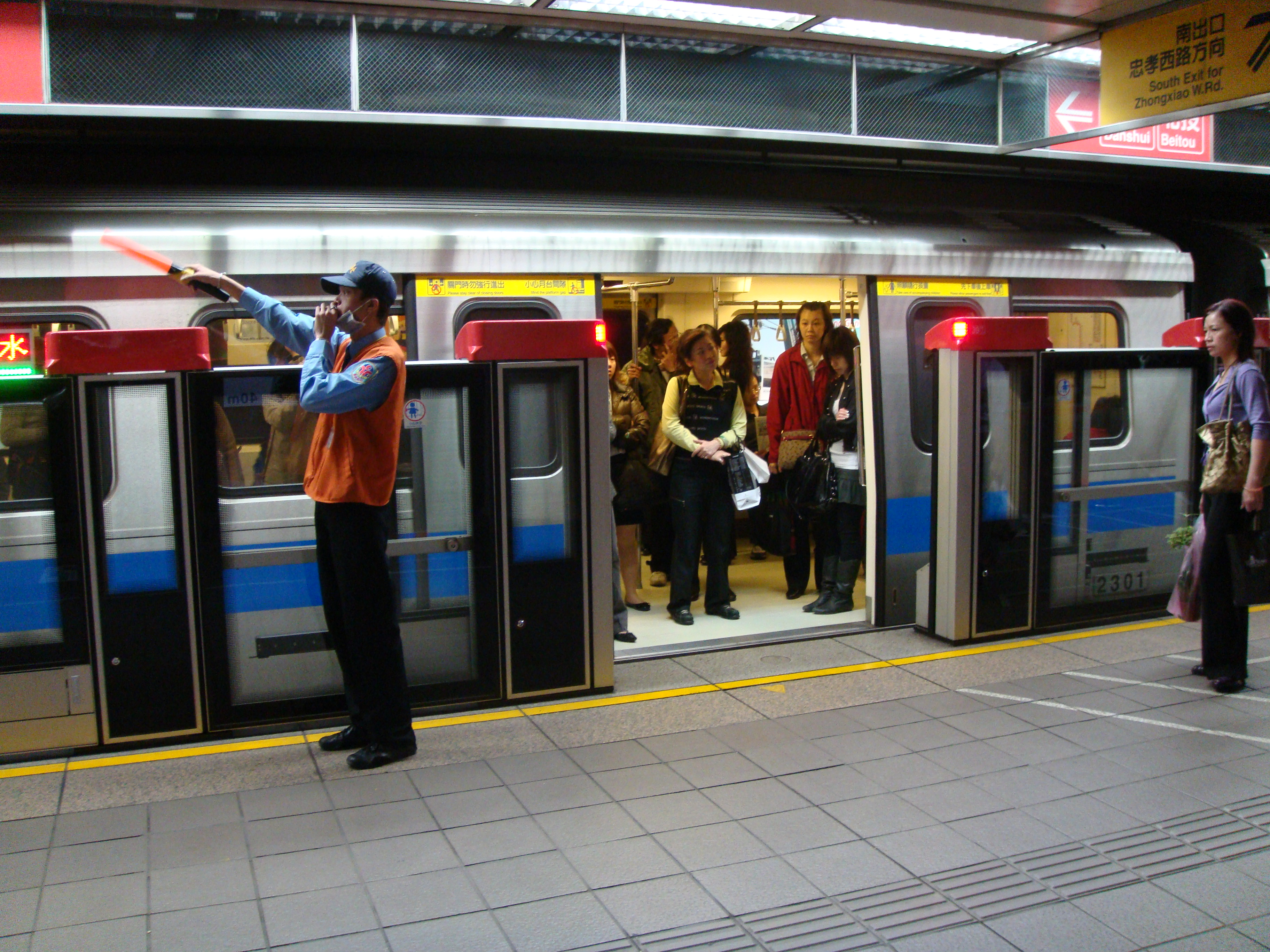
台北捷運外包的保全員
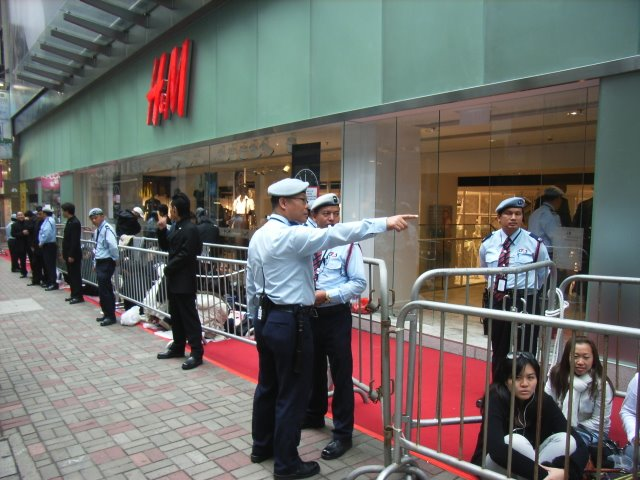
香港G4S保安員

## 外部連結
1. ↑  .   [2013-12-13]. （原始内容存档于2016-12-20）.
2. ↑  原文
3. ↑  原文
4. ↑   （页面存档备份，存于）（繁體中文）
5. ↑  http://www.sb.gov.hk/chi/links/sgsia/scl.htm （页面存档备份，存于） （繁體中文）
6. ↑  http://www.sb.gov.hk/chi/links/sgsia/faq.htm （页面存档备份，存于） （繁體中文）